# Kim Il-yeop

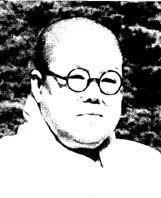
Kim Il-yeop

Kim Il-yeop(hangul:김일엽, hanja:金一葉, 1896-1971) foi uma escritora, militante feminista, poeta e monja budista da Coreia.
Seu nome real era Won-ju(원주;元周), mas adotou o pseudônimo de Il-yeop. Ainda hjovem, teve que superar a morte de seus pais e seus irmãos. Depois de separar-se do seu primeiro marido, prosseguiu os estudos na universidade de Ewha Hakdang e no Tokyo English Institute. 
Pioneira do feminismo na Coreia, fundou a revista literária feminina Sin Yeoja ("Novas Mulheres") em 1920. Publicou diversos poemas, artigos e novelas, sempre tendo como tema a condição da mulher. Seu Manifesto Sinyeoja, por exemplo, defende que todos os direitos do homem sejam estendidos às mulheres.
Depois de quatro casamentos desfeitos, e enfrentando a reação aos seus escritos, tornou-se monja, recolhendo-se ao mosteiro de Sudeok.[carece de fontes?]